# Per-Ola Quist
Per-Ola ('P-O') Quist, född 18 februari 1961 i Malmö, är en svensk före detta simmare som simmade 200 m frisim och lagkappen 4x200 m frisim vid olympiska sommarspelen 1980.
I VM sammanhang vann han en bronsmedalj i lagkappen på 4x100 m frisim, och en fjärde plats på 4x200 m frisim. vid världsmästerskapen i simsport 1978.
Klubbar: Limhamns SS, Helsingborgs SS
Per-Ola Quist disputerade i fysikalisk kemi vid Lunds Universitet 1991 med doktorsavhandlingen ’NMR relaxation studies of lyotropic liquid crystals’ och antogs till docent i fysikalisk kemi vid samma universitet 1995. Per-Ola Quist har publicerat ett drygt 30 vetenskapliga artiklar. Sen 1998 arbetar Per-Ola Quist inom AstraZeneca och har innehaft ett flertal specialist- och chefsroller inom koncernens forsknings- och produktionsenheter.